# Galena (condado de Lander)
Galena é uma cidade fantasma do condado de Lander, estado do Nevada, nos Estados Unidos. Fica próxima da sede do condado Battle Mountain.

## História
Galena conheceu várias fases da sua existência. A primeira teve início em 1863, quando foram feitas as primeiras descobertas de minério no Canyon Galena. Em 1868, já viveriam 100 pessoas em Galena. Foi erigida uma cidade em 1869 e em breve surgiram ruas com lojas, saloons e outros estabelecimentos comerciais. Foi construído um sistema de água e o crescimento de Galena foi sério. Em outubro de 1873, a população aumentou para 250 habitantes, incluindo 100 mineiros, dois hotéis e quatro lojas. Foram fundadas duas linhas de diligências. A atividade mineira continuava a aumentar nos princípios da década de 1870. Na década de 1880, contudo, a atividade mineira diminuiu dramaticamente. Apesar da reduzida da atividade mineira, o censo de 1881 indicava que Galena tinha 348 habitantes.Em 1889, um incêndio destruiu o engenho mineiro pondo fim a todas as atividades mineiras até ao final da Primeira Guerra Mundial.
Durante as décadas de 1920 e 1930, três companhias estiveram em atividade no distrito mineiro. Uma delas esteve aí operando até 1927.Houve ainda duas tentativas para reanimar a localidade. Uma teve lugar um pouco antes da Segunda Guerra Mundial e outra ocorreu entre os finais da década de 1960 e os princípios da década de 1970.

A Mina  Dutch Creek foi a mais produtiva. A extração de prata e chumbo renderam cerca de $5,000,000.
Na atualidade, Galena é uma localidade sossegada, com uma população de 10 habitantes.